# دیتمار شاخت
دیتمار شاخت (انگلیسی: Dietmar Schacht؛ زادهٔ ۲۸ سپتامبر ۱۹۶۲) بازیکن فوتبال اهل آلمان است.
از باشگاه‌هایی که در آن بازی کرده‌است می‌توان به باشگاه فوتبال آلمانیا آخن، باشگاه فوتبال شالکه ۰۴، باشگاه فوتبال پوهانگ استیلرز، باشگاه فوتبال آرمینیا بیله‌فلد، و باشگاه فوتبال دویسبورگ اشاره کرد.